# Чампават
Чампават (хинди चंपावत, англ. Champawat) — город, расположенный в предгорьях Гималаев в индийском штате Уттаракханд, административный центр округа Чампават.

## История
Исторически город был столицей династии Чанд. Прекрасным образцом архитектуры государства Чанд 16 века является храм Балешвар с детально вырезанными барельефами. В районе Чампавата обитала чампаватская тигрица.
Считается, что в этом месте явилась одна из аватар Вишну (Курма, или воплощение бога Вишну в образе черепахи).

## Население
Согласно результатам переписи 2001 года в Чампавате проживало 3 958 жителей. Мужчины составляли 57 %, а женщины 43 % населения. Средний уровень грамотности — 73 % (при среднем в стране 59,5 %).

## Фотографии

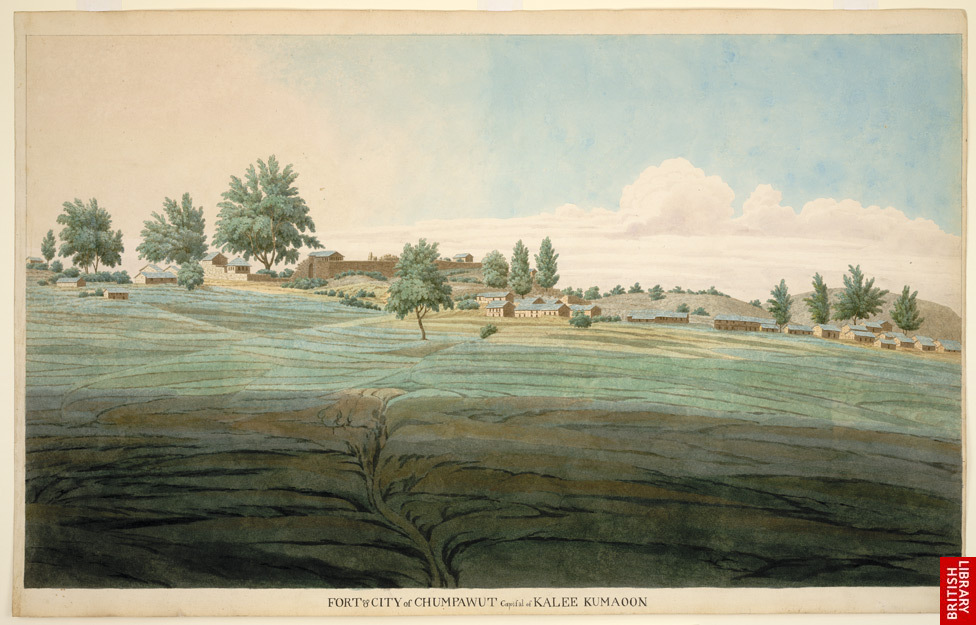
Форт и столица Кали, Чампават. 1815 год